# Рабочий посёлок (Кунцево)
Рабочий Посёлок (Страна Лимония, также Кунцевский Посёлок) — исторический район (жилые кварталы) в Западном административном округе Москвы, в районе железнодорожной платформы «Рабочий Посёлок» Белорусского направления Московской железной дороги. Широко распространённое неофициальное название кварталов жилой застройки единой архитектурной стилистики в западной части бывшего подмосковного города Кунцево, в 1960 году вошедшего в состав Москвы.

## История
Происхождение народного топонима (урбанонима) связано с активизацией жилищного строительства в городе Кунцево после окончания Великой Отечественной войны. Во второй половине 1940-х—начале 1950-х годов на части территории бывшего Кунцевского военного лагеря, ограниченной с юга линией Белорусской железной дороги, а с севера Молодогвардейской улицей, была осуществлена комплексная жилая застройка. Застройка шла по единому архитектурному плану, замкнутыми кварталами с хорошим озеленением. В качестве рабочей силы широко применялся труд немецких военнопленных.
Гладкое поле стены у всех зданий было покрыто яркой лимонно-жёлтой фасадной краской, все архитектурные детали были белыми.
Это цветовое решение всего микрорайона не менялось на протяжении многих лет, при всех косметических ремонтах. За эту видимую издалека колористику весь комплекс зданий был известен как среди местных жителей, так и жителей окружающих районов как «Страна Лимония».
В 1990 году вышел фильм «Система Ниппель» - в фильме бережно сохранен облик района тех лет.
Здания с выцветшими остатками «лимонной» покраски (2019 год)

На Полоцкой улице
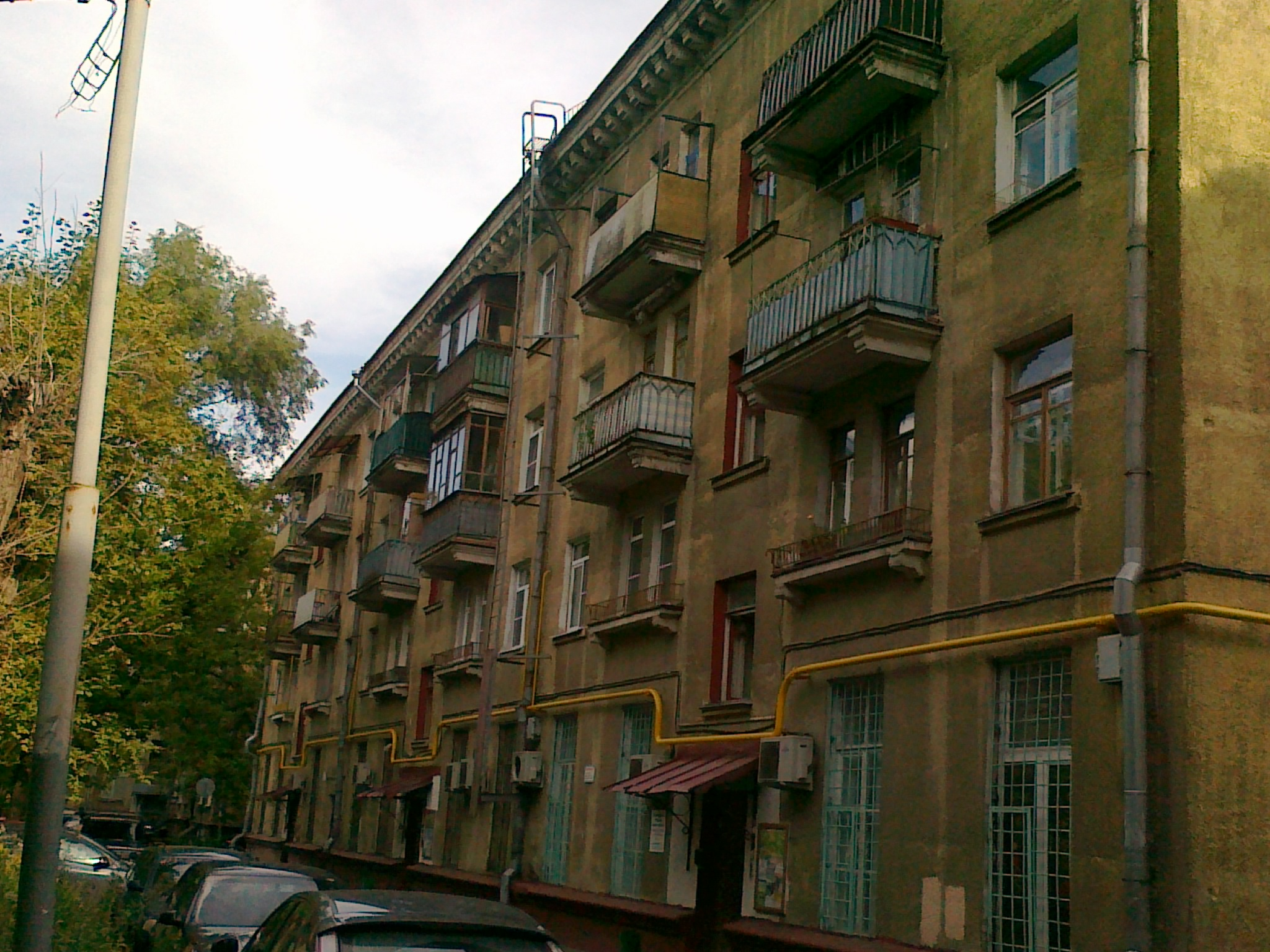
На ул. Боженко
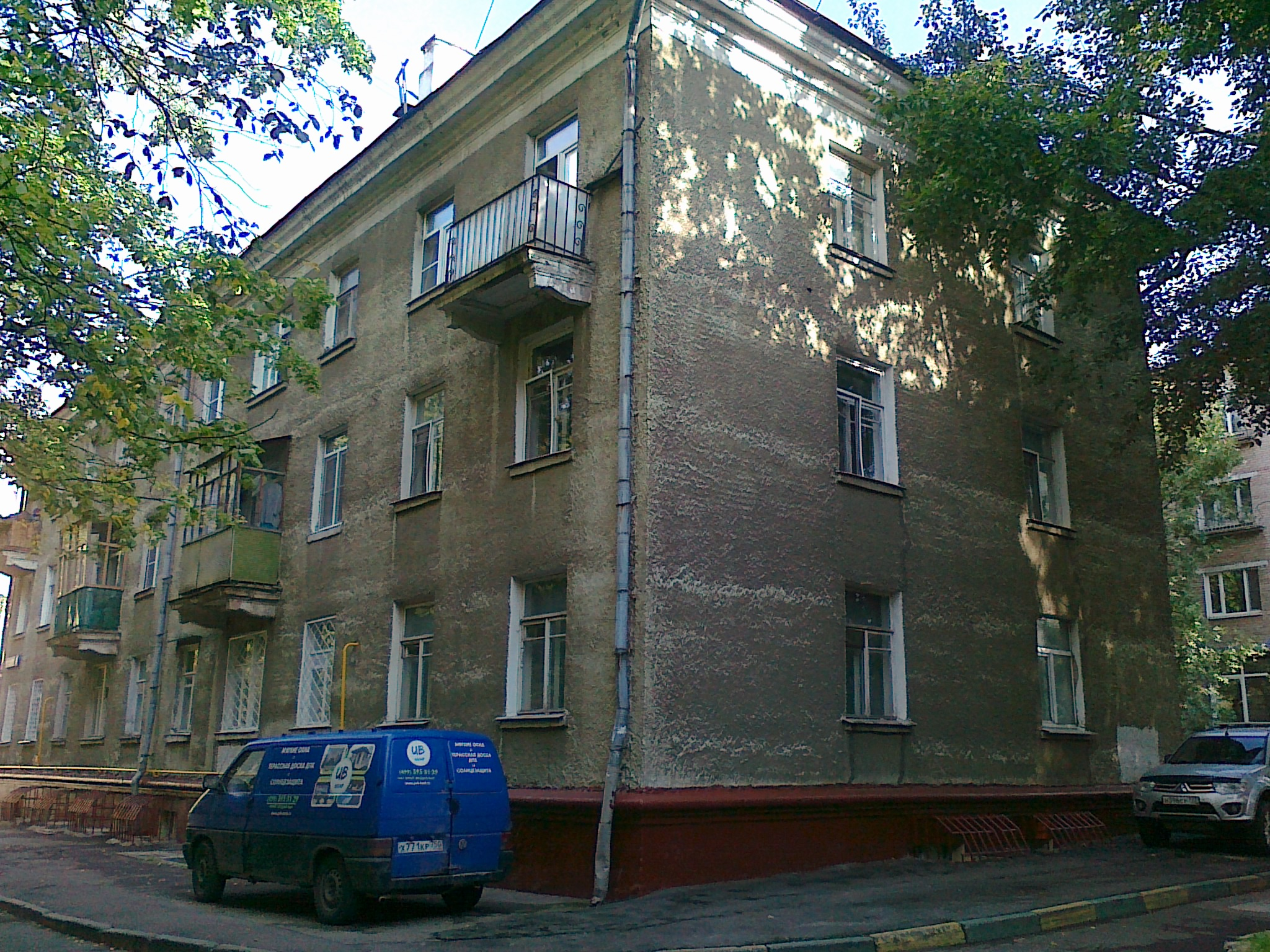
На ул. Екатерины Будановой
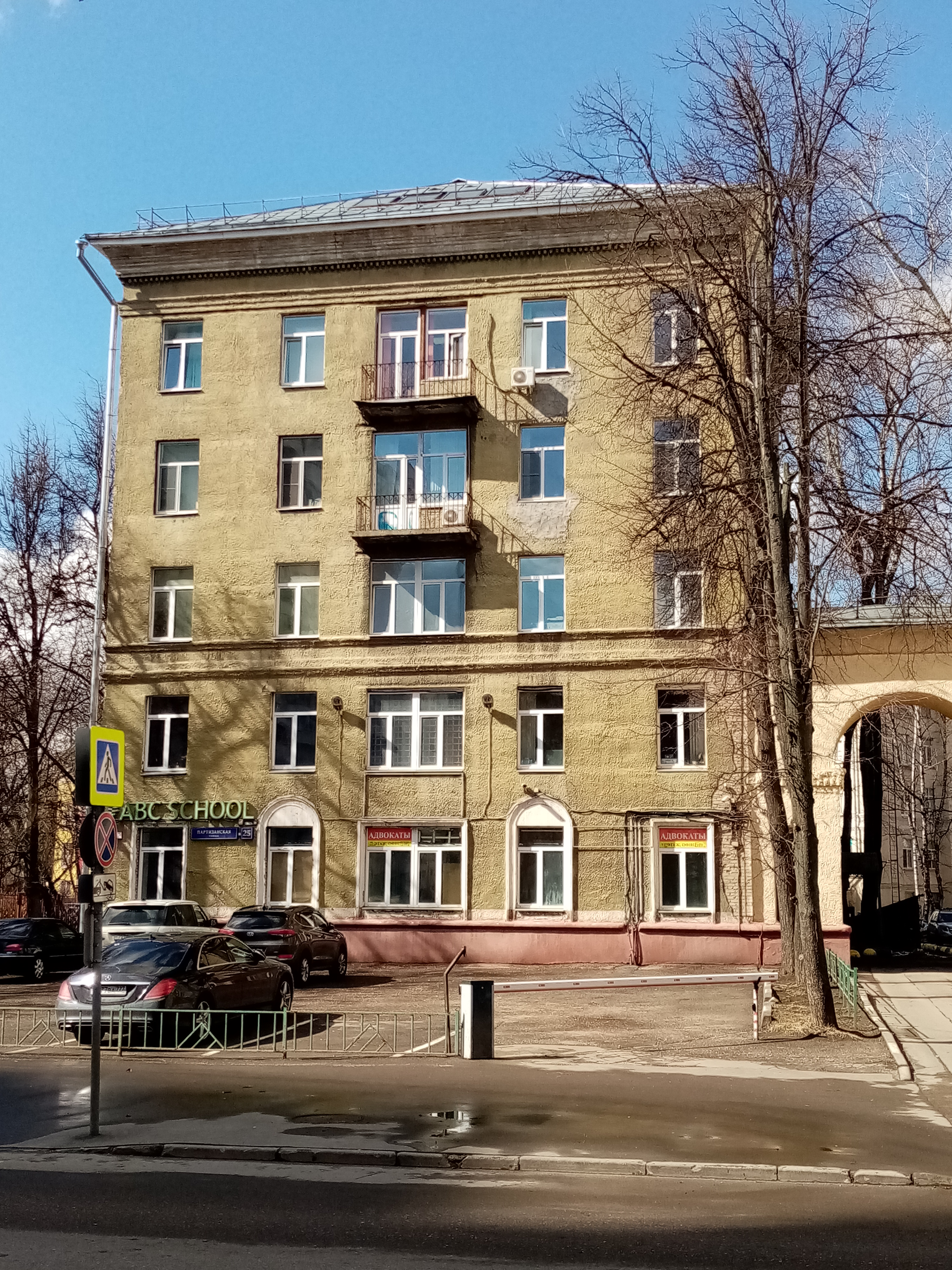
На ул. Партизанской